# Beat Matambo
Beat Matambo es una agrupación de fusión colombiana integrada por músicos de diferentes partes del país residentes en la ciudad de Bogotá, caracterizada por su estilo ecléctico, su postura crítica frente a la realidad colombiana y su discurso ecologista.

## Historia
Beat Matambo...

## Miembros
- Mónica Ramírez - Voz
- Manuel García - Guitarra y voz
- Daniel Montoya - Teclados
- Guillermo Zapata - Guitarra
- Robinson Navia - Bajo